# Alexandre Laugier
Pour les articles homonymes, voir Laugier.
Alexandre François Gabriel Laugier (Claviers, 15 septembre 1863-Le Pouliguen, 16 mars 1945), est un officier de marine français.

## Biographie
Fils d'un mécanicien de la marine, il entre à l'École navale en octobre 1879 et en sort aspirant de 1re classe en octobre 1882. Il sert alors sur le cuirassé Dévastation à Toulon avant d'embarquer sur le Volta sous les ordres de François Ernest Fournier à destination de l'Extrême-Orient. Il s'y fait remarquer brillamment avec Auguste Boué de Lapeyrère en prenant part au torpillage d'une frégate chinoise à Fou-Tchéou, ce qui lui vaut d'être proposé par Amédée Courbet au grade d'enseigne de vaisseau, chose faite en septembre 1884. 
Il participe aux opérations autour de Formose puis devient officier de manœuvre puis second de la Fanfare en campagne au Cambodge (janvier-août 1886) et au Tonkin (août 1886-mars 1888). 
Lieutenant de vaisseau (avril 1889), il fait l’École de canonnage sur la Couronne dont il sort breveté et commande alors une escouade d'apprentis canonniers. Officier canonnier du croiseur Alger en escadre du Nord (mai 1891), il rédige alors une étude sur l'utilisation des mortiers sur les bâtiments de guerre dont il est remercié par le ministre. 
Officier canonnier sur le cuirassé Triomphante en Extrême-Orient (mars 1892), il participe l'année suivante aux opérations contre le Siam et passe en décembre 1894 sur l'Amiral Charner puis en 1895 fait l’École des défenses sous-marines et obtient le brevet de torpilleur. En 1896, il sert comme officier canonnier sur le croiseur Friant en escadre du Nord puis passe en 1897 sur le cuirassé Neptune en Méditerranée et est reçu en novembre à l’École des hautes études de la marine dont il sort breveté d'état-major. 
Envoyé sur le cuirassé Jauréguiberry puis sur l'Amiral Baudin (décembre 1898) comme aide de camp de Touchard en escadre du Nord, il passe sur le Formidable puis est nommé en 1900 commandant du contre-torpilleur Espingole en Méditerranée. En juin 1902, il sert à la 3e section de l’État-major général et est promu capitaine de frégate en octobre 1903. 
Chef d'état-major de Georges Leygues à la 2e division de l'escadre du Nord sur le Bouvines (1904), il commande en août 1906 la Bombarde et l'escadrille des contre-torpilleurs de l'escadre du Nord. En 1907, il est détaché au Maroc et participe activement aux opérations de Casablanca (août-septembre) avant de devenir en août 1908, officier d'ordonnance du président de la République Armand Fallières. 
Capitaine de vaisseau (octobre 1909), il commande en mars 1911 le croiseur Ernest Renan en escadre de Méditerranée et mérite en novembre 1913 un témoignage de satisfaction pour son efficacité dans l'occupation de Scutari d'Albanie lors de la guerre gréco-turque. 
En décembre 1913, il commande le cuirassé Condorcet en armée navale, prend part aux opérations de Méditerranée et est nommé chef d'état-major du préfet maritime de Rochefort en 1916. 
Chef du cabinet du ministre (août 1917), contre-amiral (septembre 1917), membre du Comité technique (novembre 1917), il est le commandant en mai 1918 de la marine à Bordeaux puis en septembre 1919 de la division des écoles de l'Océan sur la Justice. En décembre 1920, il commande la marine en Algérie puis devient en décembre 1922 chef d'état-major des frontières maritimes de la Manche et de la mer du Nord à Dunkerque. Il prend sa retraite en septembre 1923.

## Distinctions
- Chevalier (29 janvier 1893), officier (18 janvier 1911), commandeur (14 juillet 1919) puis grand officier de la Légion d'honneur (9 septembre 1923).